# St. Louis Bombers 1948-1949
La stagione 1948-49 dei St. Louis Bombers fu la 3ª nella BAA per la franchigia.
I St. Louis Bombers arrivarono quarti nella Western Division con un record di 29-31. Nei play-off persero 2-0 nel primo turno con i Rochester Royals.

## Roster
| N° | Naz.                   | Ruolo | Sportivo           | Anno | Alt. | Peso |
| -- | ---------------------- | ----- | ------------------ | ---- | ---- | ---- |
| 3  | Stati Uniti (bandiera) | A     | Bob O'Brien        | 1927 | 193  | 86   |
| 3  | Stati Uniti (bandiera) | C     | Bill Roberts       | 1925 | 206  | 95   |
| 3  | Stati Uniti (bandiera) | G     | D.C. Wilcutt       | 1923 | 188  | 75   |
| 4  | Stati Uniti (bandiera) | AC    | Red Rocha          | 1923 | 206  | 84   |
| 5  | Stati Uniti (bandiera) | G     | Lonnie Eggleston   | 1918 | 183  | 77   |
| 6  | Stati Uniti (bandiera) | GA    | Easy Parham        | 1921 | 191  | 91   |
| 7  | Stati Uniti (bandiera) | G     | John Logan         | 1921 | 188  | 79   |
| 8  | Stati Uniti (bandiera) | G     | Don Putman         | 1922 | 185  | 77   |
| 9  | Stati Uniti (bandiera) | G     | Buddy O'Grady      | 1920 | 180  | 73   |
| 9  | Stati Uniti (bandiera) | GA    | Otto Schnellbacher | 1923 | 193  | 84   |
| 10 | Stati Uniti (bandiera) | GA    | Belus Smawley      | 1918 | 185  | 88   |
| 11 | Stati Uniti (bandiera) | A     | Ariel Maughan      | 1923 | 193  | 86   |
| 12 | Stati Uniti (bandiera) | A     | Coulby Gunther     | 1923 | 193  | 86   |
| 12 | Stati Uniti (bandiera) | AC    | Giff Roux          | 1923 | 196  | 88   |
| 13 | Stati Uniti (bandiera) | AC    | Grady Lewis        | 1917 | 201  | 98   |
| 13 | Stati Uniti (bandiera) | A     | Bill Miller        | 1924 | 191  | 86   |
| 14 | Stati Uniti (bandiera) | AC    | Don Martin         | 1920 | 201  | 95   |

## Staff tecnico
- Allenatore: Grady Lewis